# پیری واساری
پیری واساری (مجاری: Piri Vaszary؛ ۱۹ مهٔ ۱۹۰۱ – ۲ اکتبر ۱۹۶۵) بازیگر اهل مجارستان بود.
از فیلم‌هایی که وی در آن نقش داشته‌است، می‌توان به مادر و اورینت اکسپرس اشاره کرد.